# Северіно Ріджоні
Северіно Ріджоні (італ. Severino Rigoni, 3 жовтня 1914 — 14 грудня 1992) — італійський велогонщик.
Срібний призер Олімпійських Ігор 1936 року в командній гонці переслідування на 4000 м.